# Le Mesnil-Caussois
Le Mesnil-Caussois település Franciaországban, Calvados megyében. Lakosainak száma 117 fő (2018. január 1.). Le Mesnil-Caussois Landelles-et-Coupigny, Le Mesnil-Benoist, Mesnil-Clinchamps, Saint-Sever-Calvados és Sept-Frères községekkel határos.

## Népesség
A település népességének változása:
| Lakosok száma | 164  | 135  | 129  | 110  | 103  | 122  | 127  | 131  | 138  | 117  |
|               | 1968 | 1975 | 1982 | 1990 | 1999 | 2011 | 2013 | 2015 | 2017 | 2018 |